# Nachal Akbara
Nachal Akbara (hebrejsky: נחל עכברה) je vádí v severním Izraeli.
Začíná na jižních úbočích hory Har Kana'an, přímo v prostoru města Safed, v Horní Galileji. Směřuje pak k jihu a prudce se zařezává do okolního terénu, čímž vytváří hluboký kaňon, který odděluje safedské čtvrti Ramat Menachem Begin a Kirjat Chabad. Pak vytéká do volné krajiny a je turisticky využíváno. Po západním okraji míjí horu Har Akbara. Údolí zde nedaleko Safedu překlenuje most Akbara, nejvyšší mostní stavba v Izraeli (65 metrů), přes nějž vede dálnice číslo 89. Dál po proudu se v údolí vádí nacházejí zbytky starověké židovské a pozdější arabské vesnice Akbara, přičemž arabské osídlení je zde zachováno do současnosti, třebaže moderní arabská vesnice Akbara již stojí o několik set metrů dále k západu, nad vlastním kaňonem, na svazích částečně zalesněné hory Ramat Pašchur. Poblíž této starobylé vesnice také vádí zleva přijímá krátké a hluboké údolí s vádím Nachal Rabi Jan'aj.
Vádí pak teče stále k jihu, přičemž po jeho východní straně se tyčí mimořádně vysoké skalní útesy. Jejich úpatí i vrchol jsou turisticky využívané. Ústí pak do vádí Nachal Amud nedaleko od Dálnice číslo 85, východně od vesnice Kadarim.